# 传奇卧底
《传奇卧底》（英語：Legends，又译《潜龙谍影》、《传奇》、《千面传奇》）是一部2014年开始在美国TNT电视台播出的关于FBI深度卧底的剧集。本片根据Robert Littell创作的小说改编，2013年5月8号，TNT订购了一季共计10集，并于2014年8月13号正式播出。